# Уильям Комин из Киркинтиллоха
Уильям Комин (англ. William Comyn; умер около 1291) — шотландский аристократ, лорд Киркинтиллоха, старший сын Джона I «Рыжего» Комина, лорда Баденоха. В 1282 году предъявлял от имени жены претензии на графство Ментейт, в результате чего в 1285 году ему была передана половина графства, но без титула. 

## Биография
Уильям происходил из шотландского рода Коминов, имевшего нормандское происхождение, представители которого обосновались в Шотландии во время правления короля Давида I. Благодаря бракам с наследницами двух шотландских графств они приобрели широкую политическую власть, хотя никто из членов семьи не получал графского титула по собственному праву. От сыновей Уильяма Комина (умер в 1233), юстициария Шотландии, пошли 2 ветви рода: старшая (лорды Баденоха) и младшая (графы Бьюкен).
Уильям был старшим сыном главы старшей ветви рода Коминов — Джона I «Рыжего», лорда Баденоха, который владел важными землями в Тайндейле (Нортумберленд, Англия), Дамфрисшире, Роксбургшире и Пиблшире (Южная Шотландия), а также Баденохом и Лохабером (Северная Шотландия). Матерью Уильяма, скорее всего, была первая жена Джона — Ева, происхождение которой неизвестно.
Год рождения Уильяма неизвестен. Впервые он упоминается в 1258 году. После смерти отца Уильям получил Керкинтиллох.
Не позже 1272 года Уильям женился на Изабелла Рассел, дочери Изабеллы, графини Ментейт, от второго брака с Джоном Расселом. Графством Ментейт по праву жены, Марии (тёти Изабеллы), владел Уолтер «Баллок» Стюарт. Но Уильям в 1282 году подал королю Англии Эдуарду I петицию, чтобы тот использовал своё влияние на шотландского короля Александра III, заявив о претензиях на графство Ментейт по праву жены. В результате в 1285 году Уильям и Изабелла получили половину Ментейта, однако графский титул сохранили Уолтер Стюарт и его жена.
Последний раз Уильям упоминается в 1290 году. Он умер не позже 1291 года, поскольку когда его брат Джон II «Чёрный» Комин, выдвинув свои права на шотландский престол, указал, что его старший брат умер без наследников.

## Брак
Жена: Изабелла Рассел (умерла в 1306), дочь Джона Рассела и Изабеллы, графини Ментейт. Брак был бездетным, после смерти мужа Изабелла вышла замуж вторично — за Эдмунда Гастингса из Инчмахома.